# Snap music
Snap music é um subgênero de música de southern rap que emergiu de Atlanta, Geórgia.